# Gródek nad Dunajcem
Gródek nad Dunajcem est une localité polonaise, siège de la gmina de Gródek nad Dunajcem, située dans le powiat de Nowy Sącz en voïvodie de Petite-Pologne.